# Frieren
Frieren (japonês: フリーレン, Hepburn: Furīren) é a personagem-título e protagonista da série de mangá japonesa Sōsō no Furīren, criada por Kanehito Yamada e ilustrada por Tsukasa Abe. Frieren é uma ex-membro de um grupo de aventureiros liderado pelo herói Himmel, que derrotou o Rei Demônio e restaurou a harmonia ao mundo após uma busca de dez anos. Reunindo-se com seu antigo grupo cinquenta anos depois, Frieren descobre que seus companheiros envelheceram distintamente, e Himmel morre de velhice após uma última aventura para ver uma chuva de meteoros. Durante o funeral, Frieren expressa culpa por não tentar aprender mais sobre ele. Frieren então visita seus outros antigos camaradas, e no processo assume uma aprendiz humana chamada Fern. Ela também recebe um convite para viajar para o suposto lugar de descanso das almas no extremo norte, onde pretende encontrar Himmel novamente, dar ao herói uma despedida adequada e expressar seus sentimentos. Para cumprir esses pedidos, Frieren embarca em uma jornada junto com Fern, enquanto ainda persegue sua paixão por aprender magia.
Inicialmente concebida como uma lutadora cômica, Yamada descartou várias ideias que tinha para Frieren até decidir torná-la uma elfa que cresce na história enquanto lembra de Himmel. Na adaptação para anime, ela é dublada por Atsumi Tanezaki em japonês e Jacque Souza em português. A resposta crítica ao personagem de Frieren foi principalmente positiva, devido ao foco da série na visão de vida de Frieren e como ela busca se tornar uma pessoa melhor. A exploração mais aprofundada de seu passado sombrio também foi elogiada por como mudou a visão das pessoas sobre ela.

## Criação
Frieren foi originalmente concebida como a protagonista de um mangá de comédia onde ela estava obcecada em matar demônios. No planejamento da série, o editor Katsuma Ogura ficou impressionado com a arte de Tsukasa Abe e sugeriu que ele trabalhasse com Kanehito Yamada. Yamada ficou impressionado com a primeira ilustração de Frieren, acreditando que a personagem titular tinha uma aura de humanidade. Quando ele pediu para Abe desenhar uma imagem do personagem para Frieren, Yamada disse: "Se esta é a pessoa, por favor, faça isso." Abe ficou encarregado da animação. Depois de várias revisões envolvendo comédia, o autor teve a ideia de ter uma elfa com uma longa vida útil como personagem principal. Embora Himmel morra, suas aparições em flashbacks foram escritas para refletir o crescimento emocional de Frieren. Quando Himmel aparece, o autor sente que a história se intensifica. Mesmo que seja triste, há uma catarse. Para a adaptação animada pela Madhouse, o diretor Keiichiro Saito disse que Fern parece passar por várias mudanças na narrativa, já que seu crescimento tem um grande impacto em Frieren.
A música "Yūsha" foi originada da história curta, intitulada Fanfare for Frieren (奏送, Sōsō), escrita por Jirō Kiso e supervisionada por Yamada, contando sobre a protagonista Frieren visitando uma pequena cidade chamada "Music City" cinco anos após a morte do herói Himmel. Ela recebe um pedido difícil de uma velha que conhece em um lugar cheio de música. Incorpora as mudanças emocionais e memórias da personagem principal Frieren em relação ao herói Himmel, expressando uma atmosfera solitária e melancólica do anime. Originalmente, o tema de abertura se concentraria na visão de mundo da jornada de Frieren; no entanto, o compositor Ayase não ficou satisfeito com a versão original da música, que ele sentiu ter "muito ênfase na atmosfera". Assim, Ayase decidiu retrabalhar a música mesmo após enviar sua primeira versão para a equipe do anime.
Na adaptação para anime, Frieren é dublada por Atsumi Tanezaki em japonês. Devido à idade de Frieren, Tanezaki optou por usar seu registro mais baixo para entregar suas falas. Ela também procurou transmitir o tom geralmente relaxado da série em sua entrega.
Em português brasileiro, a personagem é dublada por Jacque Souza, conhecida por dar voz à Camie Utsushimi em My Hero Academia, Natalia "Naty" em Histórias de Verão, Marina Thompson em Bridgerton e Aisha em Ms. Marvel.

## Biografia
Frieren é uma elfa maga que foi membro do grupo que derrotou o Rei Demônio. Embora pareça ser muito jovem, ela nasceu em uma raça de elfos de longa vida e viveu por mais de mil anos. Ela prefere passar seus dias buscando e aprendendo feitiços raros. Como o senso de tempo de Frieren é muito dissimilar ao dos humanos, ela tem um grande grau de paciência e está contente em esperar meses ou anos para alcançar até mesmo pequenos objetivos. Seu senso de tempo também faz com que ela seja vista pelos humanos como distante e insensível às emoções.
Frieren foi inicialmente criada em uma vila sem nome que foi destruída em um ataque pelas forças do Rei Demônio. Escapando desse ataque, ela foi acolhida por um mago humano chamado Flamme e começou a aprender magia sob a tutela de Flamme. Séculos depois, ela se juntou ao grupo de Himmel, e após uma jornada de dez anos, o grupo derrotou o Rei Demônio. O grupo se dissolveu após essa vitória, e após a eventual morte de Himmel de velhice, Frieren lamentou não ter se aproximado mais dele durante sua vida. Como resultado, ela iniciou outra jornada para aprender mais sobre a humanidade. Nessa segunda jornada, ela foi acompanhada por uma aprendiz humana, Fern; Frieren começou a orientar Fern a sugestão de seu ex-companheiro de grupo Heiter. O objetivo de Frieren é alcançar a região de Aureole, uma região no extremo norte onde se acredita que as almas dos mortos residam, na esperança de ver Himmel novamente e dar a ele uma despedida mais adequada.
O alto nível de habilidade mágica de Frieren e sua antipatia pelos demônios fizeram com que ela recebesse o apelido de "Frieren, a Ceifadora" (葬送のフリーレン, Sōsō no Furīren); a frase original em japonês também poderia ser traduzida como "Frieren, a Coveira".

## Recepção

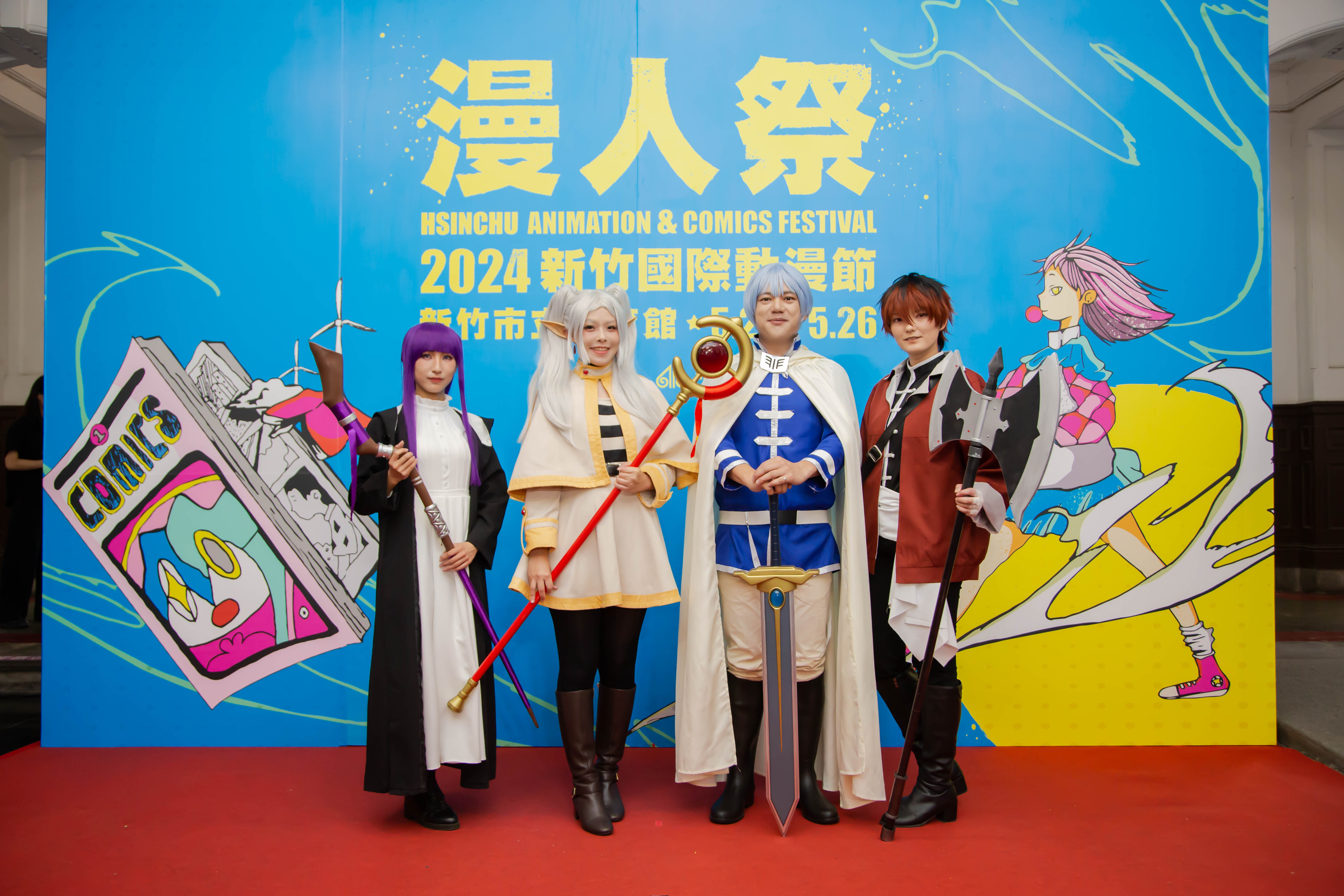
en (segunda à esquerda), a prefeita de Hsinchu, em Taiwan, faz cosplay de Frieren para promover o Festival de Animação e Quadrinhos de Hsinchu em 2024

A recepção crítica a Frieren foi principalmente positiva. O Anime News Network afirmou que a história de Frieren se destaca entre outras fantasias devido ao seu foco em seus arrependimentos após a morte de Himmel, mesmo que o tempo passado com ele não tenha sido muito para a raça élfica. Frieren foi comparada à história de Rip van Winkle, pois reflete de forma semelhante as mudanças de tempos aos olhos da protagonista, o que torna ele e Frieren altamente relacionáveis. O funeral de Himmel muda o personagem de Frieren, pois ela decide embarcar em uma jornada para resolver seus sentimentos pelo herói. O Siliconera comentou que o mangá ajuda os leitores a simpatizarem com a longevidade da elfa, já que a protagonista procura uma maneira de evitar os mesmos arrependimentos que teve com Himmel e viver uma vida diferente. Isso é altamente notável na natureza episódica do mangá, onde Frieren agora vive lembrando todas as lições que Himmel lhe ensinou e as aplica na forma como conhece novas pessoas e as valoriza mais. A Crunchyroll também considerou que Frieren passa por um arco de personagem notável quando Himmel morre e inicia uma nova jornada cuidando dos discípulos de Heitel e dos discípulos de Eisen, Fern e Stark, respectivamente, o que ele comparou mais a um jogo de RPG do que uma fantasia de ação. Outro aspecto da nova persona de Frieren é como ela começa a entender a brevidade relativa das vidas humanas e passa a valorizar seus companheiros humanos. O GamesRadar+ observou que, ao contrário de outros mangás shonen no gênero de fantasia, a série de Frieren se concentra mais em acontecimentos do cotidiano do que em lutas.
Richard Eisenbeis, do Anime News Network, elogiou a dinâmica entre os personagens principais, já que Frieren passa rapidamente por um arco ao conhecer Fern e Stark, enquanto sua perspectiva de tempo muda ao encontrar esses dois adolescentes e também desenvolve sua história com cada episódio. Os desenvolvimentos posteriores da jornada de Frieren ao lado do crescente romance de Fern e Stark foram notáveis para o Anime News Network, pois ajudam a dar mais profundidade à protagonista e ao aparente relacionamento de Himmel. Embora fique óbvio para o público que Himmel estava apaixonado por Frieren, o estado anterior da elfa pode não corresponder aos seus sentimentos, dando uma sensação de tragédia romântica. O Sequential Tart comparou Frieren a Spock: "lógica e distante e com dificuldade em entender os humanos, mas também se aproximando de ser como os humanos à medida que avança". Sheena McNeil, do mesmo site, chamou o conceito de "o que acontece com o grupo quando a busca acaba?" de interessante, elogiando também a luta de Frieren para "se tornar menos distante" e ver sua experiência com "momentos belos e pungentes, agridoces e felizes".
A revelação eventual do passado de Frieren e o apelido "Frieren, a Ceifadora" foi observada pela Fiction Horizon como exibindo novos lados de sua personalidade: a descoberta de que a família de Frieren foi morta por demônios e a revelação de sua abordagem fria e implacável para lutar contra demônios foram notadas como um contraste com sua natureza geralmente descontraída. O Comic Book Resources também reconheceu que o ponto de vista de Frieren sobre os demônios é bastante diferente do de outros protagonistas famosos como Tanjiro de Demon Slayer: Kimetsu no Yaiba, embora vejam isso como um sopro de ar fresco para o anime como um todo. Isso é principalmente exemplificado no duelo de Frieren com Aura, que termina com Frieren compelindo magicamente Aura a se matar. O The Fandom Post aclamou a verdadeira natureza e história de Frieren, com o escritor Dan Mansfield afirmando que o surpreendeu como os episódios anteriores construíram as habilidades ocultas da protagonista até o duelo de Frieren com Aura.
Um frame do décimo segundo episódio do anime, no qual ela faz uma expressão de superioridade ao apresentar uma poção, tornou-se popular nas redes sociais.
Richard Eisenbeis, do Anime News Network, premiou Frieren como a melhor personagem de 2023 devido à forma como ela "carrega" a série com sua caracterização, observando que ela foi capaz de alternar entre modos sérios e cômicos enquanto mantinha um arco nobre e trágico.